# Kattendijke
Kattendijke est un petit village sur l'ancienne île de Zuid-Beveland, dans la province néerlandaise de Zélande. Le village comptait 500 habitants en 2004.
Le village est apprécié des plongeurs du fait de sa situation favorable sur l'Escaut oriental. La bourgade est apparue avant le XIIIe siècle grâce à l'endiguement du Deesche, le watringue actuel. Kattendijke fait partie depuis 1970 de la commune de Goes.